# Citharischius crawshayi
Citharischius crawshayi é uma espécie de aranha pertencente à família Theraphosidae. Endêmica do Quênia.